# Ивашево (Сусанинский район)
Ивашево — деревня в Сусанинском районе Костромской области. Входит в состав Сумароковского сельского поселения.

## География
Деревня находится в западной части Костромской области, на расстоянии приблизительно 10 км (по прямой) к северо-востоку от посёлка городского типа Сусанино, административного центра района.

### Часовой пояс
Деревня Ивашево, как и вся Костромская область, находится в часовой зоне МСК (московское время). Смещение применяемого времени относительно UTC составляет +3:00.

## Население
| 2008 | 2010 | 2014 |
| ---- | ---- | ---- |
| 42   | ↘40  | ↘31  |

### Национальный состав
Согласно результатам переписи 2002 года, в национальной структуре населения русские составляли 100 % из 47 чел.